# Cầu Léopold-Sédar-Senghor
Cầu Léopold-Sédar-Senghor (tiếng Pháp: Passerelle Léopold-Sédar-Senghor) hay tên cũ là Cầu Solférino (Passerelle Solférino, Pont de Solférino) là một cây cầu dành cho người đi bộ bắc qua sông Seine thuộc Paris, Pháp. Cây cầu này nối liền bảo tàng Orsay ở bờ trái với vườn Tuileries ở bờ phải sông Seine.
| Métro Paris | Bến tàu điện ngầm: Assemblée nationale |

## Lịch sử
Tại vị trí của cây cầu hiện nay, vào năm 1861 vua Napoléon III đã cho khánh thành một cây cầu bằng gang để nối liền kè Anatole-France với kè Tuileries. Kiến trúc sư của cây cầu là Paul-Martin Gallocher de Lagalisserie và Jules Savarin, đây cũng là các tác giả của cầu Invalides. Cây cầu được mang tên Cầu Solférino để kỷ niệm chiến thắng vào tháng 6 năm 1859 của quân đội Pháp tại trận Solférino. Do gặp nhiều va chạm với các sà lan chạy dọc sông Seine, cây cầu dần trở nên yếu ớt, nó bị phá hủy năm 1961 để thay thế bằng một cầu đi bộ bằng thép.
Năm 1992 cây cầu đi bộ Solférino bị phá hủy. Từ năm 1997 đến năm 1999 một cây cầu mới được xây dựng để nối liền bảo tàng Orsay với vườn Tuileries. Đây là một công trình của kiến trúc sư Marc Mimram. Cầu đi bộ Solférino mới được hoàn thành ngày 14 tháng 12 năm 1999. Bắc qua sông Seine chỉ với một nhịp duy nhất, chiếc cầu kim loại này được lát gỗ tabebuia có nguồn gốc từ Brasil, đây cũng là loại gỗ được sử dụng cho công trình Thư viện Quốc gia Pháp. Ở hai đầu cầu là phần móng làm bằng các trụ bê tông chôn sâu 15 mét. Ở trên cầu có các ghế dài và hệ thống đèn dành cho người đi dạo. Với công trình này kiến trúc sư Mimram đã được trao Giải Équerre Bạc năm 1999.
Ngày 9 tháng 10 năm 2006 cầu được đổi tên thành Cầu đi bộ Léopold Sédar Senghor nhân lần sinh nhật thứ 100 của Léopold Sédar Senghor, tổng thống Sénégal.